# زوندهاگن
زوندهاگن (به آلمانی: Sundhagen) یک شهر در آلمان است که در Miltzow واقع شده‌است. زوندهاگن ۵٬۵۸۳ نفر جمعیت دارد.